# Setge d'Elx (1332)
El Setge d'Elx de 1332 fou una de les batalles de la Guerra de l'Estret.

## Antecedents
En 1306 el consell de Guardamar, que constava de mil habitants en 1308 va enviar una carta a Jaume el Just afirmava, per mitjà de captius, que sempre que es planejava una ràtzia a territoris de la Procuració General d'Enllà Xixona pensaven a atacar Guardamar perquè era el punt més feble per les condicions del castell i la muralla.
En 1329 els granadins aconseguiren recuperar Algesires, i a principìs de 1330 el Papa Joan XXII tres anys de delmes als reis d'Aragó, Castella i Portugal amb l'obligació de fer almenys una expedició a l'Emirat de Gharnata en la que havien d'acudir personalment.
El 1330, coincidint amb l'atac castellà, amb 500 genets del Regne de Portugal a la frontera occidental, que acabà amb la batalla de Teba, es produí una ràtzia catalana a la frontera murcianoandalusina en el context de la croada contra l'emirat de Gharnata iniciada en 1330: amb la presència d'Alfons XI de Castella al front occidental, les tropes castellanes i valencianes tractaren de causar tots els danys que pogueren a les poblacions de la part oriental, sortint de Llorca.
Amb la treva signada en 19 febrer de 1331 s'acabà la campanya d'Alfons XI de Castella, els granadins van poder concentrar les seves forces, consistents en dos mil cinc-cents homes a cavall i dotze mil a peu, comandats per Abu-l-Nuaym Ridwan ibn Abd Allah a la frontera amb la Corona d'Aragó.
Els granadins, amb reforços arribats del Marroc, des de la seva base d'Algesires, prengueren Gibraltar i Xerès, i l'exèrcit d'Abu-l-Nuaym Ridwan, l'octubre de 1331 prengué Guardamar i 1.500 captius, i uns altres 1.500 moros de la vall d'Elda, forçats o voluntàriament, per marxar amb ells a l'Emirat de Gharnata. Alguns foren autoritzats a retornar en els anys següents.

## El setge
El 1332, Ridwan va atacar de nou la frontera i amb 10.000 homes a cavall i 30.000 peons el 9 d'abril va posar setge a Elx, que va aixecar el 14 d'abril després de talar l'horta en saber que Alfons el Benigne s'acostava amb el seu exèrcit.

## Conseqüències
Després de la retirada, els granadins, amb reforços benimerins van assetjar i prendre Gibraltar.
El portantveus del procurador reial a la zona oriolana Jofré Gilabert de Cruïlles, el comanador de Xivert Dalmau de Cruïlles -de l'orde de Montesa-, el noble i adelantado don Joan Manuel i el bisbe de Múrcia, que acordaren, tots plegats, fer una entrada en terra de moros, la qual eixiria novament de Lorca a finals d'agost de 1333.